# 高木薫
高木 薫 （たかぎ かおる、1948年10月9日 - 2005年10月6日）は、福島県出身の空手家。
大山倍達存命時は、極真会館北海道支部支部長、極真会館全国支部長協議会副会長の任にあった。

## 来歴
福島県いわき市出身。極真会館での同郷の後輩には佐藤勝昭がいる。1967年（昭和42年）に城西大学理学部数学科へ入学し、当時としては珍しい極真会館傘下の空手道部に入部した。主将には同部を創設した当時2年生の添野義二、高木は同部の二期生にあたる。後に入部してくる後輩には三期生の三浦美幸・吉岡幸男、六期生には花澤明がいる。
添野から学んだほか、大学1年生の二学期から本部道場にも通い、山崎照朝の指導を受けた。また空手道部が夏合宿を毎年四国で実施していたので芦原英幸にも教わった。大学3年生に進級する直前の1969年（昭和44年）3月8日に黒帯（初段）を允許され、同年の第1回オープントーナメント全日本空手道選手権大会に出場。2回戦で添野と対戦し、敗退した。
大学を卒業した1971年（昭和46年）春に、館長である大山倍達から支部創設の命を受け、北海道へ渡る。当初大山は高木をロサンゼルスへ派遣しようとしたが、高木が「英語も話せないし、アメリカは荷が重すぎる」と断ったため、大山は「わかった。じゃ君、明日すぐに北海道へ行け」というやりとりが発端であった。1972年（昭和47年）、北海道支部を深川市に発足した後、道内17の道場を設立。また全日本選手権や全世界空手道選手権大会で主審や副審も担っており、1990年代には大山の秘書を務めていた。
1994年（平成6年）4月26日に大山倍達が亡くなると、松井章圭を館長とする新体制が発足したが、高木は異を唱え、新体制から離脱。ついでながら松井体制は大山時代の一枚岩とは異なり、次々と離脱者が発生。分裂をくり返すこととなった（→極真会館分裂騒動）。1995年（平成7年）2月26日には未亡人の大山智弥子を館長とする遺族派に参加。同年支部長協議会派と遺族派は合併して大山派となったが、高木はかつて福島支部創立で確執があった三瓶啓二と運営で再び対立し、大山派から離脱。ちなみに大山派は1998年（平成10年）以降、高木の後に智弥子も離れたのを皮切りに、西田幸夫・増田章・長谷川一幸・大石代悟・桑島靖寛・小井義和ら、三瓶と意を異なった者たちが次々袂を分かち、三瓶が代表を辞める理由の一つになった。
高木は独自に極真カラテを指導する道を選び、東京に高道館を設立。しかし東京での指導を止め、北海道に戻り札幌で極真カラテ高木道場として続けていたが、糖尿病で体調を悪化し入院。退院後も人工透析を受ける日が続き、2005年（平成17年）10月6日に死去。56歳没。

## 出演
映画
- けんか空手 極真拳（1975年、東映）- 本人

## 著書・参考文献
- 『わが師 大山倍達 1200万人への道』徳間書店、1990年。ISBN 4194644204。